# Joseph Shivers
Joseph Clois Shivers (ur. 29 listopada 1920 w Marleton, 1 września 2014) – amerykański chemik, doktor chemii (absolwent Duke University). W czasie II wojny światowej pracował nad syntetycznymi włóknami użytecznymi w zwalczaniu malarii. Od 1946 roku pracownik firmy DuPont, zajmował się włóknami syntetycznymi, wynalazł lycrę (spandex) w 1949 roku.